# Suka (instrument)
De suka (ook suka biłgorajska genoemd naar de stad Biłgoraj) is een traditioneel Pools strijkinstrument, verwant aan de Bulgaarse gdulka, de Hindoestaanse sarangi en de rebec.
De klankkast lijkt op die van een moderne viool, maar de hals is veel breder en de kop is erg eenvoudig. Sommige muziekwetenschappers zien de suka als een overgangsvorm tussen eerdere instrumenten die op de knie werden gespeeld en moderne strijkinstrumenten die onder de kin bespeeld worden.
De vier snaren zijn in kwinten gestemd. Specifiek voor de suka is dat de snaren niet met de vinger van de linkerhand afgestopt worden, maar met de zijkant van de nagel.
Het instrument werd vooral in de 17e eeuw gebruikt. In 1888 was er slechts één exemplaar over, dat op een tentoonstelling bekeken kon worden. Voor de rest waren er enkele tekeningen. Rond 1998 kwam het instrument weer in de belangstelling te staan toen muzikante Sylwia Świątkowska het begon te gebruiken in optredens van de Warsaw Village Band.

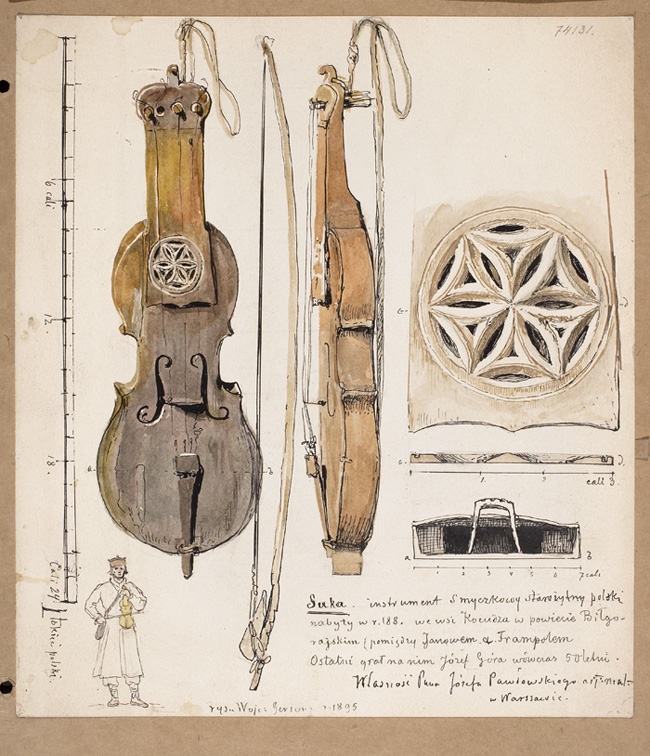
Aquarel van een suka door Wojciech Gerson uit 1895, een van de weinige tekeningen van het instrument uit die tijd